# Mount Arronax
Mount Arronax ist ein vereister, spitzer und 1585 m (nach Angaben des UK Antarctic Place-Names Committee 1540 m) hoher Berg im nördlichen Teil der Pourquoi-Pas-Insel vor der Fallières-Küste des Grahamlands auf der Antarktischen Halbinsel. Er ragt 10 km westsüdwestlich des Nautilus Head auf.
Eine erste Vermessung des Bergs nahmen 1936 Teilnehmer der British Graham Land Expedition (1934–1937) unter der Leitung des australischen Polarforschers John Rymill vor. 1948 folgte eine weitere Vermessung durch den Falkland Islands Dependencies Survey. Namensgeber ist die fiktive Figur des Professors Pierre Arronax aus dem Roman 20.000 Meilen unter dem Meer des französischen Schriftstellers Jules Verne. Zahlreiche weitere Objekte der Pourquoi-Pas-Insel wurden ebenfalls nach Figuren dieses Romas benannt.